# Épargne retraite (France)
 (juin 2010).
Si vous disposez d'ouvrages ou d'articles de référence ou si vous connaissez des sites web de qualité traitant du thème abordé ici, merci de compléter l'article en donnant les références utiles à sa vérifiabilité et en les liant à la section « Notes et références ».

L'épargne retraite représente l’ensemble des contrats d’investissements financiers permettant la constitution d’une épargne lors de la vie active, en vue de disposer d’une rente à la retraite. C'est une forme d'épargne par capitalisation. Dans le cadre de la retraite en France, elle est constituée à partir des versements périodiques. Les sommes sont bloquées jusqu'au départ à la retraite et ensuite versées sous forme de capital ou transformées en rente viagère.

## Épargne retraite en France
L'épargne retraite s'intègre dans le système de la retraite en France. Elle se situe aux niveaux 2 et 3 de la retraite des salariés français. Le niveau 1 est constitué des régimes obligatoires de base et complémentaires. On distingue des dispositifs d'épargne retraite « collectifs » et des dispositifs « individuels » :
- régimes de retraite supplémentaire collectifs installés dans l'entreprise (niveau 2) et dont bénéficient tous les salariés ou une catégorie spécifique de salariés, communément appelés « art 83 » ou « art 39 », du nom des articles des codes des impôts traitant de leur fiscalisation, ou encore le PERE (plan d'épargne retraite entreprise);
- retraite supplémentaire individuelle (niveau 3) constituée soit dans le cadre d'un PERP (Plan d'épargne-retraite populaire), soit dans le cadre de l'assurance vie ;
- à la frontière entre le collectif et l'individuel (niveaux 2 et 3), le PERCO (Plan d'épargne retraite collectif) ou PERCO-I (plan d'épargne retraite collectif - Interentreprises) est un dispositif mis en place collectivement dans l'entreprise mais qui permet au salarié de se constituer individuellement une épargne.

Le PERP et le PERCO ont tous deux été institués par la loi Fillon (ministre de l’Emploi et de la solidarité) du 21 août 2003 sur la réforme des retraites. Ils bénéficient d'avantages fiscaux afin d'inciter les Français à se constituer une épargne retraite en supplément des régimes obligatoires.

### Régimes collectifs de retraite supplémentaire
Il existe deux formes de régime de retraite supplémentaire.
1. Les régimes dits à « cotisations définies » : le niveau de la cotisation est fixé dans le contrat et le montant de la pension défini par le montant total des cotisations. Il s'agit des régimes art 83. Dans ces régimes, l'entreprise et éventuellement le salarié cotise(nt) pendant toute la durée de l'emploi pour un contrat exprimé soit en droit, soit en euros, soit en unités de compte. Les sommes versées sont exonérées d'impôts pour le salarié. Elles sont socialement exonérées et fiscalement déductibles du résultat pour l'entreprise. En revanche, la rente sera, comme toutes les rentes soumises à l'impôt sur le revenu.
2. Les régimes dits à « prestations définies » : le niveau de la pension est déterminé dans le contrat. Il s'agit des régimes art 39 dont il existe deux types.
  - Le premier est la retraite dite « chapeau » : l'employeur s'engage dans le contrat à ce que le salarié reçoive un niveau X de retraites toutes pensions confondues. Au moment de la retraite, est calculé un différentiel entre les retraites des régimes obligatoires et le niveau X. C'est ce différentiel qui sera versé dans le cadre du régime à prestations définies.
  - Le second est le régime « additionnel » : l'employeur s'engage dans le contrat à ce que le salarié reçoive une somme X exprimée généralement en pourcentage du salaire.

Dans les deux cas, les cotisations sont versées par l'employeur et sont déductibles fiscalement de son résultat net. La rente est également soumise à l'impôt sur le revenu.
Dans ce cadre, le Plan d'épargne retraite d'entreprise (PERE) est particulier. Il permet au salarié d'effectuer des versements individuels dans un régime supplémentaire de type art 83 et art 39 en bénéficiant des avantages du PERP.

## Types de contrats

### Plan d'épargne pour la retraite collectif (PERCO)
Le PERCO/PERCO-I est défini par une ordonnance française du 23 mars 2006.
Le PERCO (plan d'épargne pour la retraite collectif) ou PERCO-I (plan inter-entreprise) est un plan d'épargne-retraite en entreprise. Il est mis en place dans le cadre d'un contrat collectif soit par l'employeur seul, soit par référendum, soit par négociation entre l'employeur et les salariés et/ou les partenaires sociaux.
Son fonctionnement est analogue à celui du plan d'épargne d'entreprise (PEE). Il peut être alimenté par plusieurs sources différentes :
- l'intéressement
- la participation
- des versements volontaires dans la limite de 25 % du salaire annuel brut, intéressement compris
- d'un abondement de l'entreprise dans la limite de 16 %[4] du plafond annuel de la sécurité sociale, soit 5 925,12 € annuels en 2013, et à 300 % des sommes versées par le salarié (Loi du 30 décembre 2006).
- d'un transfert de fonds d'un PEE ou PEI

Lors du départ à la retraite du bénéficiaire, les sommes sont converties en rente viagère ou éventuellement, si le contrat l'a prévu et si le bénéficiaire le décide, versées sous forme de capital.

#### Avantages fiscaux
La participation peut être versée sur le PERCO sans que le salarié perde le bénéfice de sa déductibilité fiscale et de son exonération sociale. La prime d’intéressement, usuellement imposable, ne l'est pas en cas de versement sur un PERCO. Les versements volontaires sont fiscalisés. Mais l'abondement de l'employeur n'entre pas dans le revenu imposable.
À la sortie, le capital est exonéré d'impôt sur le revenu (hormis les prélèvements sociaux). La rente viagère est, en revanche, soumise à l'impôt sur le revenu ; mais s'agissant d'une rente viagère à titre onéreux, seule une partie de la rente est imposable, contrairement au PERP par exemple.
Les cas de déblocage anticipé, pendant la phase épargne, sont :
- décès de l'épargnant, de son conjoint ou de son partenaire dans le cadre d'un PACS ;
- expiration des droits à l'assurance chômage de l'épargnant ;
- invalidité de l'épargnant, de son conjoint, de ses enfants ou de son partenaire dans le cadre d'un PACS ;
- surendettement ;
- affectation des sommes épargnées à l'acquisition de la résidence principale.

Une entreprise disposant d'un plan d'épargne entreprise depuis plus de trois ans est tenue d'ouvrir des négociations en vue de mettre en place un PERCO, un PERE ou un régime de retraite supplémentaire (ART83).
Le PERCO est ouvert au chef d'entreprise, au conjoint collaborateur et au mandataire social dès lors que l'entreprise emploie au moins un salarié et au plus 250.

### Plan d'épargne retraite populaire (PERP)
Les modalités ont été fixées par un décret du 21 avril 2004 et un arrêté du 22 avril 2004.
Le PERP (plan d’épargne-retraite populaire) est un plan d'épargne-retraite individuel, pouvant être souscrit par tout individu. Les sommes sont bloquées jusqu'au départ à la retraite, et servies uniquement sous forme de rente viagère. Un déblocage le jour de la retraite d'un montant d'au maximum 20 % du capital capitalisé peut-être perçu au moment de la retraite, si l'accord a été défini dans ce sens.
Dans un PERP, l'avantage fiscal a lieu à l'entrée : les versements sont déductibles du revenu imposable, dans la limite d'un certain plafond (10 % du revenu imposable) ; en revanche, après le départ à la retraite, la rente viagère est soumise à l'impôt sur le revenu.
Les cas de déblocage anticipé sont très peu nombreux (expiration des droits à l'assurance-chômage, invalidité, décès) ce qui en fait un produit moins souple que le PERCO.
Le PERP permet également à ses adhérents de se constituer à compter de l'âge de la retraite, sous conditions, une épargne affectée à l'acquisition de leur résidence principale en accession à la première propriété.
À la date d'échéance du plan, cette épargne donnera lieu au versement d'un capital, soumis à l'impôt sur le revenu. Cette imposition pourra, sur demande expresse et irrévocable de l'adhérent, être étalée sur 5 ans, répartie en parts égales.
Ce plan a des résultats mitigés, les salariés redoutant les aléas boursiers ainsi que l'effet tunnel[Quoi ?].

### Article 83 (A83)
Un plan de retraite de type "article 83" est mis en place unilatéralement par un employeur, et abondé principalement par celui-ci, dans le bénéfice de ses employés. L'employeur couvre l'intégralité des frais d'ouverture et annuels du contrat. Un employé ne peut refuser l'ouverture d'un contrat Article 83 si son employeur l'a décidé. Le bénéficiaire peut programmer un versement volontaire mensuel ou trimestriel par exemple, appelé "VIF" (versement individuel facultatif). Ce versement facultatif ouvre droit à une réduction d'impôt de l'ordre de son taux marginal d'imposition (c'est-à-dire pour quelqu'un avec un taux marginal d'imposition de 30%, pour tout versement volontaire de 100€ sur un an, il verra son impôt sur le revenu réduit de 100 x 30% = 30€).
Les sommes sont bloquées jusqu'au départ à la retraite de l'individu, et uniquement sous forme de rente viagère. Contrairement au PERP, il n'y a pas de montant qui puisse être versé en capital, l'intégralité sera transformé en rente viagère. Les cas de déblocages anticipés du capital avant la retraite sont également plus restrictifs que sur un PERP. Par exemple, le licenciement ne fait pas partie des clauses de déblocage du capital. Une invalidité de 2e ou 3e catégorie du bénéficiaire, son décès, surendettement et expiration des droits à l'assurance chômage sont par contre des conditions de déblocage.
Le bénéficiaire peut néanmoins choisir son exposition au placements financiers, généralement en choisissant entre plusieurs profils ("sécurisé", "équilibré", "dynamique", etc.), qui permet à l'épargnant de régler son exposition aux marchés actions en fonction de son aversion au risque. Généralement il y a très peu de fonds accessibles, contrairement à certains contrats d'assurance-vie.
À la sortie en rente viagère, les montants sont soumis à l'impôt sur le revenu, contrairement au PERCO, ainsi qu'aux cotisations sociales. Ceci créé donc une situation mathématiquement défavorable (uniquement du point de vue fiscal) pour une personne qui défiscalise un montant M aujourd'hui, avec un taux d'imposition T1, si son taux d'imposition lors du départ à la retraite T2 est supérieur à T1, donc s'il a vu ses revenus largement augmenter pendant sa carrière. De même, on ne peut prédire si les cotisations sociales seront plus ou moins importantes lors du départ à la retraite.
Le transfert d'un contrat A83 d'un établissement à un autre, ne peut s'effectuer que par la volonté de l'employeur, sans consultation des employés.
En cas de départ de l'entreprise, le contrat A83 est gelé, de nouveaux versements de l'employeur ne sont plus possibles. Les versements volontaires sont toujours possibles de la part de l'employé. Les frais de gestion du contrat lui incombent néanmoins en cas de versements volontaires. Mais comme vu précédemment, un article 83 n'est pas clôturé lors de la démission ou même licenciement. Un autre employeur peut lui ouvrir un nouveau contrat Article 83. Le bénéficiaire peut continuer à effectuer des arbitrages sur son contrat jusqu'à la retraite, même en cas de départ de l'entreprise bien avant la retraite.

### Autres formules
Il existe d'autres produits d'épargne-retraite en France, dédiés à certaines professions, notamment :
- la CRH pour les hospitaliers ;
- la PREFON pour les fonctionnaires ;
- les contrats Madelin pour les indépendants (avant 2021).

### Gestion de l'épargne retraite
Les régimes supplémentaires de retraite collectif ainsi que le PERE, le PERCO et le PERCO-I font l'objet de contrat collectif. Ils peuvent être proposés par plusieurs acteurs. Il peut s'agir d'établissements financiers comme les banques ou des trois acteurs habituels de la protection sociale des salariés que sont les mutuelles, les sociétés d'assurance, les institutions de prévoyance.
Les sommes sont gérées par des établissements financiers, notamment des banques et compagnies d'assurance, et sont placées sur les marchés financiers.
Chaque dispositif fait néanmoins l'objet d'un mode de gestion spécifique faisant appel aussi bien aux FCPE qu'aux SICAV.
Le degré d'exposition aux actions boursières - pouvant connaître des hausses mais aussi des baisses importantes - peuvent décroître à mesure que le bénéficiaire s'approche de l'âge de la retraite, en fonction du profil choisi dans le contrat. Les gestionnaires sécurisent alors les plus-values en les investissant en produits moins risqués - obligations ou fonds monétaires.

### Chiffres clés
Le développement du PERCO est très soutenu selon l'AFG (Association Française de Gestion qui regroupe les sociétés de gestion et les teneurs de compte spécialisés) qui a publié des statistiques à la fin du premier trimestre 2008 :
« À la fin du premier trimestre 2008, 60 786 entreprises proposent l’accès à ce véhicule d’épargne retraite à leurs salariés parmi lesquels 359 818 d’entre eux ont d’ores et déjà effectué des versements. Sur douze mois glissants, le nombre d’entreprises équipées et le nombre de salariés adhérents ont donc augmenté respectivement de 43 % et de 46 %.
Alors que les marchés actions enregistrent une baisse de plus de 16 % au cours du premier trimestre, l’encours total géré à l’intérieur des PERCO s’établit, au 31 mars 2008, à près de 1,5 milliard d’euros, en hausse de 6,7 % par rapport au 31 décembre 2007, et de 56,3 % par rapport au 31 mars 2007. L’encours moyen détenu par chaque bénéficiaire s’élève à 4 160 euros. »
Selon la DREES, le seul PERP enregistrait, en 2008, 2 millions d'adhérents et représentait 10 % du total des cotisations. Toujours selon cette source, l'épargne retraite représenterait pour 2008, tous dispositifs confondus près de 125 milliards d'euros d'encours.

## Épargne retraite dans le monde
Divers pays ont une grande antériorité par rapport à la France en matière d'épargne retraite, notamment la Suisse et les pays anglo-saxons. On peut ainsi citer pour les États-Unis le plan 401(k), inspirateur du PERCO français.